# Chet Doxas
Chet Doxas (* 1980 in Montreal) ist ein kanadischer Jazzmusiker (Saxophone, Bassklarinette, Flöten), Komponist und Arrangeur.

## Leben und Wirken
Chet Doxas wuchs in Montreal in einer musikalischen Familie auf und begann mit vier Jahren Klavier und Schlagzeug zu spielen, bevor er sich als Jugendlicher auf Klarinette und Saxophon verlagerte. Er erwarb den Bachelor of Music als Jazzmusiker an der Montrealer McGill University und erhielt ein Stipendium des Banff International Jazz Workshop. Seitdem arbeitete er u. a. mit Dave Douglas, Oliver Jones, Guido Basso, in den Vereinigten Staaten auch mit Maria Schneider, Joe Lovano, Jason Moran und Bill Stewart. Ferner wirkte er bei zahlreichen Filmsoundtracks mit, wie Les Triplettes de Belleville (2003) von Sylvain Chomet, und tourte mit Sam Roberts und Rufus Wainwright.
Als Co-Leader spielte er im Trio Byproduct mit Zack Lober und seinem Bruder, dem Schlagzeuger Jim Doxas, sowie im Montreal Jazz Saxophone Quartet. 2006 erschien auf Justin Time Records sein Debütalbum Sidewalk Etiquette, gefolgt von Big Sky (2010) und Dive (2013, u. a. mit Matthew Stevens). Mit Dave Douglas leitete er die Formation  Riverside (gleichnamiges Album 2014); des Weiteren gehört er der Band  Rich in Symbols an. Im Bereich des Jazz war er zwischen 2000 und 2016 an 21 Aufnahmesessions beteiligt, u. a. bei Oliver Jones, Rémi Bolduc und Christine Jensen. 2018 spielte Doxas in der Formation Landline mit Jacob Sacks, Zack Lober und Vinnie Sperrazza. 2022 legte er als Teil des Michael Formanek Drome Trio das Album Were We Where We Were vor.

## Diskographische Hinweise
- Douglas/Doxas/Swallow/Doxas: Riverside (2014, mit Dave Douglas und Steve Swallow)[4]
- Rich in Symbols (eOne Music, 2017, mit Matthew Stevens, Zack Lober, Eric Doob, Dave Douglas, John Escreet, Dave Nugent, Liam O’Neil)
- Doxas Brothers: The Circle (Justin Time 2021, mit Marc Copland, Adrian Vedady, Jim Doxas)[5]
- You Can’t Take It with You (Whirlwind Recordings 2021, mit Ethan Iverson, Thomas Morgan)